# 거국정부
거국정부(영어: national unity government), 일본에서의 거국중립내각(일본어: 擧国中立內閣)은 특정한 정당이나 정파에 한정되지 않은 정부를 의미한다. 다당제인 정치 체제에서는 여당과 야당이 각각 추천한 인물들을 중심으로 꾸려진다.
대통령제를 채택한 국가에서는 대통령이 임기 중에 심각한 레임덕에 빠져 원활한 국정 수행이 불가능한 경우가 발생할 수 있다. 이때 국회의 여야가 합의를 통해 국무총리와 국무위원, 각 부처의 장관 등 기존의 내각 일원을 전면 교체하고 양당이 모두 내각에 참여하는 방향으로 개각하거나, 양당이 수용 가능한 중립적인 인물을 새로 국무총리에 임명하고 그 총리가 대통령을 대신해 국정을 주도하게 하는 방안이 있다. 이를 통해 대통령의 탄핵 혹은 하야, 조기 선거 등의 더욱 극심한 정국 혼란으로 이어질 위험을 막고, 국정에 대해 야당의 요구가 반영되어 정치적으로 중립성과 안정을 꾀할 수 있다는 장점이 있다. 그러나 거국내각 정국이 장기화될 경우, 정책의 방향을 놓고 여야 간에 대립이 벌어져 오히려 더욱 불안정한 상태에 이를 위험이 있으므로, 대부분 차기 선거와 맞물려 꾸리거나 얼마 남지 않은 시점에 구성되는 경우가 많다.
의원내각제를 정치 체제로 채택한 국가의 경우, 의회 총선거를 통해 원내에서 가장 많은 의석을 획득한 정당이 정부 내각을 구성할 기회를 얻는다. 선거에서 과반 의석을 차지한 정당이 없는 경우에는 의석 비중이 가장 큰 두세 정당이 공동으로 내각을 구성하는 연립 내각을 이루며, 집권 내각이 심각한 국정 혼란으로 제기능을 하지 못하면 야당 의원들이 내각 불신임 결의를 부쳐 새로운 총선을 치르기에 대통령제와 같은 형태의 거국중립내각은 거의 이뤄지지 않는다. 그러나 전쟁과 같은 비상 시국일 경우, 국가의 체제 존립을 위하여 의회의 모든 정당이 내각에 참여하는 경우가 있다. 이때 세워지는 정부를 거국일치정부, 일본어로는 거국일치내각(일본어: 擧国一致內閣)이라고 부른다. 제2차 세계 대전 당시 영국에서 집권 정당인 보수당을 중심으로 노동당, 자유당, 국가자유당 등이 모두 참여한 전시 처칠 내각이 대표적인 예이다.

## 사례
- 2011년 그리스 경제 위기가 진행되던 당시 그리스의 요르요스 파판드레우 총리가 2차 구제 금융 방안에 대해 국민투표를 실시하자고 요청했다가 총리 불신임 투표 요구 등으로 정국이 크게 흔들리자, 총리 스스로 국민투표 카드를 거둬들이고, 자신의 사퇴와 동시에 2차 구제 금융안 비준을 위한 임시 거국내각 구성을 야당인 신민주주의당과 합의한 바 있다.[4][5]
- 대한민국에서는 거국중립내각이 수립된 사례는 없었다. 다만 여야의 합의로 내각 구성이 새로 이뤄진 경우는 존재한다. 1992년 9월 18일 노태우 대통령이 대한민국 제14대 대통령 선거를 앞두고 여당인 민주자유당에서 총재직을 내려놓음과 동시에 탈당을 하며, 거국적 중립 내각 수립을 선포했다. 여야의 합의에 따라 현승종 당시 연세대 총장을 신임 국무총리로 추천하였으며 10월 9일에 중립 내각이 출범했다.[6][7] 그러나 이 경우는 대선을 불과 2개월 앞둔 시점이라 일종의 "정권 마무리 내각" 차원이었기에 여당으로서도 중립 내각 출범이 큰 무리가 아니었고, 야당이 추천한 인물을 내각에 참여시키기보다 여야 양쪽이 모두 수용 가능한 정치색이 낮은 인물들로 꾸려진 경우였기에, 여야가 모두 참여하는 형태의 거국 내각에는 해당하지 않는 것으로 평가된다.[7]
- 대통령제를 채택하고 있는 미국 역시 여론에 의해 거국중립내각이 수립된 적은 없었다. 전쟁 등으로 인한 거국일치내각은 한 번 수립된 적이 있었는데, 남북 전쟁 기간에 파벌 정치를 메꿀 수 있다는 기대감 속에 공화당의 에이브러햄 링컨 대통령이 두번째 임기 때 민주당의 앤드류 존슨을 부통령으로 임명한 것이 그것이다. 또 이당시에는 국민통합당이 창당되어 당원들이 기존에 있던 다른 정당과의 소속 관계를 유지할 수 있도록 했다. 이 때 이후로는 거국일치내각을 세우지 않는 것이 관례였다. 다만 국가적 위기나 전시였던 경우에는 양당이 잠시 "대통령을 중심으로 연대하는" 모습을 보이기도 했다. 대표적으로 진주만 공습, 존 F. 케네디 암살 사건, 9.11 테러를 들 수가 있고 이때마다 대통령의 지지율은 급격히 상승했다.

## 같이 보기
- 내각
- 연립 내각 - 내각 출범부터 여러 정당이 함께 내각에 참여하는 것.
- 대연정